# Robbie Magasiva
Robbie Joseph Magasiva  (Wellington, Nueva Zelanda, 21 de mayo de 1972), más conocido como Robbie Magasiva, es un actor samoano-neozelandés, famoso por haber interpretado a Maxwell Avia en Shortland Street y a Will Jackson en Wentworth.

## Biografía
Nacido el 21 de mayo de 1972, Robbie tiene cuatro hermanos: Stevan, los gemelos Tanu y Pua, Miki y su hermana Trina.
Tiene dos hijos: Austin y Sophie, fruto de una relación anterior con su exesposa, Anna.
Desde 2011 está casado con la actriz Natalie Medlock.

## Carrera
Robbie es miembro de la aclamada compañía "Black Grace Dance". Comenzó a aparecer en varias películas como miembro de la compañía de comedia "Naked Samoans".
En 1990 se unió al elenco recurrente de la serie dramática neozelandesa Shark in the Park hasta 1991.
En el 2002 apareció en la exitosa película El Señor de los Anillos: las dos torres donde interpretó a Mauhur, un uruk de Isengard de la tercera edad tardía. Ese mismo año se unió al elenco de la serie australiana The Strip donde interpretó a Adam Lima hasta el final de la serie en el 2003.
En el 2003 apareció como invitado en la serie de acción Power Rangers Ninja Storm donde interpretó a Porter Clarke, el hermano del ranger rojo Shane Clarke (interpretado por su hermano Pua Magasiva).
En el 2006 se unió al elenco de la película Sione's Wedding donde interpretó a Michael, el hermano del novio (Pua Magasiva). Robbie interpretó nuevamente a Michael en la película Sione's 2: Unfinished Business estrenada en el 2012.
En el 2009 apareció como invitado en dos episodios de la serie Diplomatic Immunity donde interpretó a To'omai, el príncipe de Fa'akofa que se iba a casar con Leilani Fa'auigaese (Lesley-Ann Brandt), sin embargo esto no sucede luego de que Leighton Mills (Craig Parker) ayudara a Leilani y escondiera la llave del cuarto donde se encontraba To'omai para que no se casara. 
El 19 de junio del mismo año se unió al elenco principal de la serie Shortland Street, donde interpretó al doctor Maxwell Avia hasta el 13 de julio de 2012 después de que su personaje obtuviera un trabajo en Hong Kong y decidiera mudarse.
En el 2013 se unió al elenco principal de la serie dramática Wentworth donde interpreta al oficial Will Jackson, hasta ahora. La serie es el reboot de la exitosa serie británica Prisoner.

## Apoyo
Después del terremoto del 2009 en Samoa, Robbie junto a compañeros del "Naked Samoans" se reunieron para hacer una función a beneficio de la campaña tsunami Oxfam, la cual ayudaba a aquellos con necesidades en su país de origen.

## Filmografía

### Series de televisión
| Año             | Título                    | Personaje         | Notas                           |
| --------------- | ------------------------- | ----------------- | ------------------------------- |
| 2016 - presente | Dirty Laundry             | -                 | -                               |
| 2013 - presente | Wentworth                 | Will Jackson      | 46 episodios                    |
| 2013            | Offspring                 | Pete              | episodio # 4.9                  |
| 2009 - 2012     | Shortland Street          | Dr. Maxwell Avia  | 276 episodios                   |
| 2012            | Auckland Daze             | Robbie            | 3 episodios                     |
| 2009            | Diplomatic Immunity       | Príncipe To'omai  | 2 episodios                     |
| 2008            | Burying Brian             | Tony              | 2 episodios                     |
| 2006            | Doves of War              | Xavier Collins    | episodio # 1.6                  |
| 2002 - 2003     | The Strip                 | Adam Lima         | 32 episodios                    |
| 2003            | Power Rangers Ninja Storm | Porter Clarke     | episodio "The Eye of the Storm" |
| 1999            | Jackson's Wharf           | Mason Keeler      | 9 episodios                     |
| 1998            | The Semisis               | Lagi              | -                               |
| 1996            | Telly Laughs              | Varios Personajes | -                               |
| 1993            | Skitzo                    | Varios Personajes | -                               |
| 1990 - 1991     | Shark in the Park         | Uniformado        | 14 episodios                    |

### Películas
| Año  | Título                                  | Personaje         | Notas                                                                                             |
| ---- | --------------------------------------- | ----------------- | ------------------------------------------------------------------------------------------------- |
| 2014 | Now Add Honey                           | Sebastian Tasi    | junto a Portia de Rossi, David Field, Philippa Coulthard, Ben Lawson y Erik Thomson               |
| 2012 | Milk & Honey                            | Oficial Salevao   | corto - junto a William Wallace, Nora Aati, Yvonne Taufa y Hans Masoe                             |
| 2012 | Sione's 2: Unfinished Business          | Michael           | junto a Pua Magasiva, Oscar Kightley, Shimpal Lelisi, David Van Horn y Nathaniel Lees             |
| 2011 | Tee Party                               | Sanjay            | corto - junto a Greg Johnson                                                                      |
| 2007 | The Tattooist                           | Alipati           | junto a Jason Behr, Mia Blake, Caroline Cheong y Michael Hurst                                    |
| 2007 | The Ferryman                            | Hombre en el Club | junto a John Rhys-Davies, Kerry Fox, Amber Sainsbury, Tamer Hassan, Craig Hall y Lawrence Makoare |
| 2006 | Perfect Creature                        | Frank             | junto a Dougray Scott, Saffron Burrows, Leo Gregory, Scott Wills, Stuart Wilson y Craig Hall      |
| 2006 | In Her Line of Fire                     | Petelo            | junto a Mariel Hemingway, David Keith, David Millbern y Jill Bennett                              |
| 2006 | Sione's Wedding                         | Michael           | junto a Oscar Kightley, Pua Magasiva, Iaheto Ah Hi, Shimpal Lelisi y David Van Horn               |
| 2002 | El Señor de los Anillos: las dos torres | Mauhur            | junto a Viggo Mortensen, John Rhys-Davies, Orlando Bloom y Christopher Lee                        |
| 2001 | Stickmen                                | Jack              | junto a Paolo Rotondo, Scott Wills, Simone Kessell y Anne Nordhaus                                |
| 1998 | Tiger Country                           | -                 | junto a Sean Duffy, Darren Young, Peter Hambleton y Megan Allday                                  |

### Apariciones
| Año  | Programa        | Notas                                      |
| ---- | --------------- | ------------------------------------------ |
| 2012 | Small Blacks TV | 20 episodios                               |
| 2005 | Tagata Pasifika | co-presentador - junto a Beatrice Faumuina |

### Teatro
| Año  | Obra                   | Personaje   | Director (a)    | Teatro            | Notas                                 |
| ---- | ---------------------- | ----------- | --------------- | ----------------- | ------------------------------------- |
| 2011 | Othello                | Othello     | Jesse Peach     | Peach Theatre     | junto a Matt Minto y Morgana O'Reilly |
| 2008 | Where We Once Belonged | -           | Dave Fane       | Theatre Workshop  | -                                     |
| 2007 | My Name Is Gary Cooper | Gary Cooper | Roy Ward        | Auckland Theatre  | -                                     |
| 2006 | Ladies Night           | Wes         | Oliver Driver   | Auckland Theatre  | -                                     |
| 2002 | Ranterstantrums        | Joe         | Colin McColl    | -                 | -                                     |
| 2001 | Black Grace Tour       | -           | Niel Iremia     | -                 | -                                     |
| 1998 | Sons                   | Lua         | Christian Penny | Downstage Theatre | -                                     |
| 1998 | Heretic                | Arviata     | Ross Jolly      | Circa Theatre     | -                                     |

## Premios y nominaciones
| Año  | Categoría                                       | Premio                                | Serie/Obra       | Resultado |
| ---- | ----------------------------------------------- | ------------------------------------- | ---------------- | --------- |
| 2014 | Most Outstanding Performance by an Actor - Male | ASTRA Award                           | Wentworth        | Nominado  |
| 2010 | Sexiest Man                                     | Best on the Box People's Choice Award | Shortland Street | Nominado  |
| 1998 | Best Newcomer                                   | Chapman Tripp Theatre Award           | Sons             | Ganador   |